# 北九州高速3号線
北九州高速3号線（きたきゅうしゅうこうそく3ごうせん、Route 3）は、福岡県北九州市の、小倉北区の愛宕ジャンクションから同区の東港ジャンクションへ至る北九州高速道路の路線である。

## 概要
北九州高速1号線と北九州高速2号線を接続する路線である。1980年（昭和55年）10月20日に北九州都市高速の第1次供用区間として開通した区間の一部で、当時阪九フェリーなどが発着し本州との結節点の一つとなっていた西港（日明港）と北九州道路（現・北九州高速4号線）及び中小工業地区であった小倉北区篠崎を結ぶ路線として開通した。その後、高速1号線が愛宕ジャンクションから八幡東区尾倉へ延伸する計画が進められ（後に下到津出入口以西の計画を放棄）、高速2号線が東港ジャンクションから小倉駅方面に延伸する計画が進められた結果、両路線を接続する機能のみが残った。
当初から高速3号線区間に接続する出入口は計画されていなかったが、高速2号線が小倉駅北出入口まで延伸するまでの間、東港ジャンクションを暫定出入口として活用していた時期がある。

## 接続高速道路
- 北九州高速1号線 （愛宕JCTで接続）
- 北九州高速2号線 （東港JCTで接続）

## 出入口など
- 全区間北九州市小倉北区に所在。

| 施設名     | 接続路線名 | 起点から (km) | 備考                              |
| ---------- | ---------- | ------------- | --------------------------------- |
| 愛宕JCT    | 1号線      | 0.0           |                                   |
| 東港出入口 | 国道199号  | 0.9           | 暫定出入口、愛宕JCT方面にのみ接続 |
| 東港JCT    | 2号線      | 0.9           |                                   |

## 歴史
出典：
- 1980年（昭和55年）10月20日 : 北九州都市高速の第1次供用区間として（高速2号線日明出入口 - ）愛宕JCT - 東港JCT（ - 高速1号線篠崎北出入口）間供用開始、全線供用開始。
- 1983年（昭和58年）10月6日 : 東港JCTの本線施設を利用して東港出入口（東港暫定出入口）供用開始。
- 1990年（平成2年）3月31日 : 高速2号線小倉駅北出入口 - 東港JCT間の供用開始に伴い、東港出入口（東港暫定出入口）を廃止。

## 交通量
24時間交通量（台）　道路交通センサス
| 区間              | 平成17（2005）年度 | 平成22（2010）年度 | 平成27（2015）年度 |
| ----------------- | ------------------ | ------------------ | ------------------ |
| 愛宕JCT - 東港JCT | 40,201             | 32,134             | 25,877             |

（出典：「平成22年度道路交通センサス」・「平成27年度全国道路・街路交通情勢調査」（国土交通省ホームページ）より一部データを抜粋して作成）
- 令和2年度に実施予定だった交通量調査は、新型コロナウイルスの影響で延期された[5]。